# Open Internacional de Valencia 2024
Il BBVA Open Internacional de Valencia 2024 è un torneo di tennis giocato sul terra rossa. È la 4ª edizione del torneo, facente parte della categoria WTA 125 nell'ambito del WTA Challenger Tour 2024. Si gioca al Valencia Tennis Club di Valencia in Spagna dal 10 al 16 giugno 2024.

## Partecipanti al singolare

### Teste di serie
| Nazionalità | Giocatrice             | Ranking* | Testa di serie |
| ----------- | ---------------------- | -------- | -------------- |
| Bulgaria    | Viktoriya Tomova       | 75       | 1              |
| Spagna      | Jéssica Bouzas Maneiro | 86       | 2              |
| Italia      | Martina Trevisan       | 92       | 3              |
| Slovacchia  | Rebecca Šramková       | 101      | 4              |
| Messico     | Renata Zarazúa         | 102      | 5              |
|             | Marija Timofeeva       | 105      | 6              |
| Spagna      | Marina Bassols Ribera  | 111      | 7              |
| Lettonia    | Darja Semeņistaja      | 118      | 8              |

* Ranking al 27 maggio 2024.

### Altre partecipanti
Le seguenti giocatrici hanno ricevuto una wildcard per il tabellone principale:
- Irene Burillo Escorihuela
- Charo Esquiva Bañuls
- Guiomar Maristany
- Leyre Romero Gormaz

Le seguenti giocatrici sono passate dalle qualificazioni:
- Nuria Brancaccio
- Lucía Cortez Llorca
- Eva Guerrero Álvarez
- Lanlana Tararudee

Le seguenti giocatrici sono entrate in tabellone come lucky loser:
- Seone Mendez
- Dominika Šalková

### Ritiri
Prima del torneo
- Anastasija Soboleva → sostituita da  Seone Mendez

## Partecipanti al doppio

### Teste di serie
| Nazione | Giocatrice      | Nazione   | Giocatrice       | Ranking* | Testa di serie |
| ------- | --------------- | --------- | ---------------- | -------- | -------------- |
|         | Amina Anšba     | Rep. Ceca | Anastasia Dețiuc | 196      | 1              |
| Polonia | Katarzyna Piter | Ungheria  | Fanny Stollár    | 212      | 2              |

* Ranking al 27 maggio 2024.

### Altre partecipanti
Le seguenti giocatrici hanno ricevuto una wild card per il tabellone principale:
- Charo Esquiva Bañuls /  Ángela Fita Boluda

La seguente coppia di giocatrici è subentrata in tabellone come alternate:
- Seone Mendez /  Ekaterina Jašina

### Ritiri
Prima del torneo
- Laura Pigossi /  Sabrina Santamaria → sostituite da  Seone Mendez /  Ekaterina Jašina

## Campionesse

### Singolare
Ann Li ha sconfitto in finale  Viktorija Tomova con il punteggio di 6-3, 6-4.

### Doppio
Katarzyna Piter /  Fanny Stollár hanno sconfitto in finale  Angelica Moratelli /  Renata Zarazúa con il punteggio di 6-1, 4-6, [10-8].